# Popoec (Drugovo)
Popoec (macedónul: Попоец) település Észak-Macedóniában, a Délnyugati körzet Kicsevói járásában, 2013-ig a Drugovói járás része volt, ami teljes egészében beolvadt a Kicsevói járásba.

## Népesség
| Lakosok száma | 397  | 395  | 375  | 267  | 123  | 52   | 49   | 34   | 10   |
|               | 1948 | 1953 | 1961 | 1971 | 1981 | 1991 | 1994 | 2002 | 2021 |

2002-ben 34 lakosa volt, akik mindannyian macedónok.